# ITV Studios Germany

Logo bis 2011

Logo bis 2013

Logo bis 2019

Die ITV Studios Germany GmbH ist eine senderunabhängige Fernsehproduktionsfirma mit Sitz in Köln. Die Geschäftsräume befinden sich in der Agrippastraße im Stadtteil Altstadt-Süd. Sie ist eine 100%ige Tochter des britischen Medienkonzerns ITV plc. Die Produktionsformate erstrecken sich von Show- und Unterhaltungsformaten über Tatsachenunterhaltung bis hin zu Fiktionsformaten.

## Geschichte
Im Jahre 1999 wurde die Granada Produktion für Film und Fernsehen GmbH als deutsche Tochter der britischen Granada plc, die 2004 mit der Carlton Communications plc zur ITV plc fusionierte, in Berlin gegründet. 2008 wurde der Gesellschaftssitz nach Köln verlegt und die Mehrheit der Anteile an der Berliner Konkurrentin Imago TV Film- und Fernsehproduktion GmbH übernommen. Seit 2011 firmiert die Gesellschaft unter ITV Studios Germany GmbH. Geschäftsführerin ist u. a. Christiane Ruff.

## Produktionen
Zum Portfolio zählen unter anderem Ich bin ein Star – Holt mich hier raus! (RTL), Das perfekte Dinner (VOX), Grill den Henssler (VOX), 4 Hochzeiten und eine Traumreise (VOX), Gefragt – Gejagt (Ersten) und Kessler ist … (ZDF). Ende 2013 sicherte sich ITV Studios Germany die Rechte an der TV-Version der erfolgreichen App Quizduell. Im Mai 2014 ging die gleichnamige Sendung, bei der es dem Zuschauer zum ersten Mal mittels App möglich war, live gegen die Studiokandidaten zu spielen, im Ersten erstmals auf Sendung.

## Produzierte Sendungen (Auswahl)
- Ich bin ein Star – Holt mich hier raus! (2004, 2008–2009, seit 2011)
- Ich bin ein Star – Lasst mich wieder rein! (2015)
- Ich bin ein Star – Die große Dschungelshow (2021)
- Let’s Dance (2006–2007, 2010–2014)
- Das perfekte Dinner (seit 2006)
- Das perfekte Promi-Dinner (seit 2006)
- Der letzte Bulle (seit 2009)
- Der Bachelor (2011–2014)
- Mandy will ans Meer (2012)
- Gefragt – Gejagt (seit 2013)
- 4 Hochzeiten und eine Traumreise (seit 2012)
- Herzensbrecher – Vater von vier Söhnen (2013–2014)
- Grill den Henssler (2013–2017)
- Grill den Profi (seit 2017)
- Achtung, Kontrolle! Spezial – Die (Super-)Reinemacher (2014)
- Die Bachelorette (2014–2015)
- Der Knastarzt (2014)
- Quizduell (seit 2014)
- Kessler ist … (seit 2014)
- Mini Beiz, dini Beiz (seit 2014)
- Game of Chefs (2015)
- Stepping Out (2015)
- WISO Konsumagenten (2016)
- Tanzfieber – mein bewegtes Leben (2016)
- Keep it in the Family (2017)
- Bist du 50.000 Euro wert? (2017)
- Der grüne Gaumen (2017)
- Das Vorstellungsgespräch (2017)
- This Time Next Year – Heute in einem Jahr (2017)
- Love Island (seit 2017)
- Nix Festes (2017/2018)
- Scheidung für Anfänger (2017/2018)
- 5 Gold Rings (2020–2021)
- Buchstaben Battle (2020–2022)
- Das Wunschmenü der Stars - Alle unter einem Dach (2021)[10]
- Love Couples - Mein Date, mein schwuler bester Freund & ich (2021)[11]
- Alone - Überlebe die Wildnis (2024)
- Werwölfe – Das Spiel von List und Täuschung (seit 2025)